# Нахальный принц и кошка-несмеяна
«Нахальный принц и кошка-несмеяна» (яп. 変態王子と笑わない猫。 Хэнтай о:дзи то вараванай нэко.) или сокращённо HenNeko (яп. 変猫。) / Молчаливая кошечка — ранобэ Со Сагары, выходящее с 2010 года. Также с 2011 года выходит манга-адаптация. С 13 апреля по 29 июня 2013 года транслировалась аниме-адаптация ранобэ. На русском языке манга выпускается издательством XL Media, первый том вышел 11 ноября 2013 года.

## Сюжет
Главный персонаж, Ёто Ёкодэра, думает только о девушках и стремится различными путями любоваться ими. Он постоянно врёт окружающим о своих истинных мотивах, поэтому все думают, что он трудится на благо общества и посещает беговой кружок исключительно из любви к спорту, а не из желания смотреть на девушек. Однако последствия лжи мешают Ёто жить. После того как его пытаются сделать новым капитаном бегового кружка, юноша решает помолиться статуе несмеющегося кота о том, чтобы она избавила его от двуличности. К его молитве присоединяется главная героиня, Цукико Цуцукакуси, у которой противоположная проблема — она хочет научиться скрывать от окружающих свои истинные чувства. Оба желания исполняются. Теперь Ёто всегда говорит то, что думает. Соответственно, его речь представляет собой непрерывные сексуальные домогательства, за что он получает прозвище «Принц хентая». Цукико же теряет способность проявлять хоть какие-то чувства. Недовольные последствиями своих желаний, герои начинают поиски способа вернуть себе свои прежние характеры.

## Персонажи
Ёто Ёкодэра (яп. 横寺 陽人 Ёкодэра Ё:то) — главный персонаж. Школьник, потерявший способность врать окружающим. Позднее вернул себе способность врать, но отдал свой стыд дабы признаться в чувствах к Цукико. Любит Цукико и по собственному признанию хотел бы стать её братом. В заключительном 12 томе ранобэ признался Цукико в любви, после чего они официально стали парой.
Сэйю: Юки Кадзи
Цукико Цуцукакуси (яп. 筒隠 月子 Цуцукакуси Цукико) — главная героиня. Школьница, потерявшая способность проявлять эмоции. Получив позднее возможность вернуть свои чувства, предпочла передать их своей сестре. В заключительном 12 томе ранобэ возвращает собственные эмоции, после чего отвечает на признание Ёто взаимностью, тем самым начав официально встречаться.
Сэйю: Юй Огура
Адзуса Адзуки (яп. 小豆 梓 Адзуки Адзуса) — школьница, которой статуя передала двуличность Ёкодэры. Благодаря этому поддерживала образ богатой госпожи, для чего все своё время тратила на различные подработки. Встречалась с Ёкодэрой, согласившимся стать её зверушкой, и в итоге влюбилась в него. Однако, в итоге обнаружила, что истинной причиной интереса Ёкодэры было стремление вернуть свою лживость.
Сэйю: Каори Исихара
Цукуси Цуцукакуси (яп. 筒隠 つくし Цуцукакуси Цукуси) — сестра Цукико, глава клуба легкой атлетики, создательница статуи несмеющегося кота. Была влюблена в свою сестру и мечтала жениться на ней, позднее влюбилась в Ёто Ёкодэру.
Сэйю: Юкари Тамура
Эми (яп. エミ Эми) /  Эмануэла Полларола (яп. エマヌエーラ·ポルラローラ Эмануэ:ра Порураро:ра) — молодая итальянская девочка, которая встретила Ёто в церкви. В связи с пожеланием богу кошки она временно выступает в качестве сестры Понта, который вернулся из Италии. Так же, как Адзуса часто использует аналогии с животными, Эми часто использует аналогии с растениями, к примеру называет кого-либо «глупой тыквой».
Сэйю: Айми Тэракава
Понта (яп. ポン太 Понта) — друг Ёто.
Сэйю: Хирофуми Нодзима

## Медиа-издания

### Ранобэ
Первый том ранобэ Hentai Ouji to Warawanai Neko. за авторством Со Сагары с иллюстрациями Kantoku был выпущен издательством Media Factory 25 октября 2010 года. По состоянию на март 2018 года, всего вышло 12 томов. Также была выпущена Drama CD, которая прилагалась к специальному изданию шестого тома.
| №  | Дата публикации       | ISBN                                                                |
| -- | --------------------- | ------------------------------------------------------------------- |
| 1  | 25 октября 2010 года  | ISBN 978-4-8401-3555-9                                              |
| 2  | 25 января 2011 года   | ISBN 978-4-8401-3800-0                                              |
| 3  | 25 мая 2011 года      | ISBN 978-4-8401-3893-2                                              |
| 4  | 22 сентября 2011 года | ISBN 978-4-8401-4207-6                                              |
| 5  | 23 марта 2012 года    | ISBN 978-4-8401-4528-2                                              |
| 6  | 25 марта 2013 года    | ISBN 978-4-8401-4686-9 ISBN 978-4-8401-4973-0 (специальное издание) |
| 7  | 25 октября 2013 года  | ISBN 978-4-04-066028-8                                              |
| 8  | 25 апреля 2014 года   | ISBN 978-4-04-066389-0                                              |
| 9  | 25 декабря 2014 года  | ISBN 978-4-04-067316-5                                              |
| 10 | 25 мая 2015 года      | ISBN 978-4-04-067655-5                                              |
| 11 | 25 апреля 2016 года   | ISBN 978-4-04-067954-9                                              |
| 12 | 24 марта 2018 года    | ISBN 978-4-04-069182-4                                              |

### Манга
Манга-адаптация с иллюстрациями Okomeken начала публиковаться в журнале Monthly Comic Alive издательством Media Factory в июне 2011 года. Первый том манги в формате танкобона вышел 23 августа 2011 года. По состоянию на март 2015 года, всего выпущено 6 томов. Также 23 марта 2013 года был выпущен один том спин-офф манги под названием Hentai Ouji to Warawanai Neko. Nya! (яп. 変態王子と笑わない猫。にゃ！ Хэнтай О:дзи то Вараванай Нэко. Ня!) с иллюстрациями Kashi.
| № | Дата публикации      | ISBN                   |
| - | -------------------- | ---------------------- |
| 1 | 23 августа 2011 года | ISBN 978-4-8401-3555-9 |
| 2 | 23 марта 2012 года   | ISBN 978-4-8401-4436-0 |
| 3 | 23 октября 2012 года | ISBN 978-4-8401-4736-1 |
| 4 | 23 марта 2013 года   | ISBN 978-4-8401-5031-6 |
| 5 | 23 января 2014 года  | ISBN 978-4-04-066244-2 |
| 6 | 23 марта 2015 года   | ISBN 978-4-04-067285-4 |

### Аниме

#### Список серий
| № серии | Заглавие                                                                                                  | Трансляция в Японии |
| ------- | --- | ------------------- |
| 01      | The Pervert and the Stony Cat «Хэнтай-сан то вараванай нэко» (変態さんと笑わない猫)                       | 13 апреля 2013 года |
| 02      | The Fairy Doesn't Get Mad «Ё:сэй-сан ва окоранай» (妖精さんは怒らない)                                    | 20 апреля 2013 года |
| 03      | Speak Before Getting Sad «Канасиму маэ ни коэ о дасэ» (哀しむ前に声を出せ)                                | 27 апреля 2013 года |
| 04      | How to Defeat the Carefree King «Кираку на о: но хэйсихо:» (気楽な王の斃し方)                             | 4 мая 2013 года     |
| 05      | Goodbye, My Home «Саёнара май хо:му» (さよならマイホーム)                                                 | 13 мая 2013 года    |
| 06      | Welcome, My Friend «Ё:косо май фурэндо» (ようこそマイフレンド)                                            | 18 мая 2013 года    |
| 07      | Someday, My Family «Ицука ва май фамири:» (いつかはマイファミリー)                                        | 25 мая 2013 года    |
| 08      | A 100% Girl «100% но онна но ко» (100%の女の子)                                                           | 1 июня 2013 года    |
| 09      | The Happy Prince «Ко:фуку на о:дзи» (幸福な王子)                                                          | 8 июня 2013 года    |
| 10      | The Longest «Итибан нагаи то иу кото» (一番長いということ)                                                | 15 июня 2013 года   |
| 11      | Inside the Tsutsukakushi Home «Цуцукакуси-сан но иэ но нака» (筒隠さんの家の中)                           | 22 июня 2013 года   |
| 12      | The Pervert Prince and the Memories that Don't Exist «Хэнтай о:дзи то киоку но сото» (変態王子と記憶の外) | 29 июня 2013 года   |

### Музыка
Открывающая тема
«Fantastic future» — Юкари Тамура.
Завершающая тема
«BabySweet Berry Love» — Юй Огура.